# Чженьцзян
Чженьцзян (кит. трад. 鎮江, спр. 镇江, піньїнь Zhènjiāng) — місто-префектура в південно західній частині провінції Цзянсу, південніше річки Янцзи. Також відоме як Цзінцзян, або Цзінкоу. Населення 2672,1 тис. осіб (2004 рік). Важливий транспортний вузол.

## Географія
Лежить на перехресті річки Янцзи і Великого каналу.

### Клімат
Місто знаходиться у зоні, котра характеризується вологим субтропічним кліматом. Найтепліший місяць — липень із середньою температурою 28 °C (82.4 °F). Найхолодніший місяць — січень, із середньою температурою 2.5 °С (36.5 °F).
| Клімат Чженьцзяна       | Клімат Чженьцзяна | Клімат Чженьцзяна | Клімат Чженьцзяна | Клімат Чженьцзяна | Клімат Чженьцзяна | Клімат Чженьцзяна | Клімат Чженьцзяна | Клімат Чженьцзяна | Клімат Чженьцзяна | Клімат Чженьцзяна | Клімат Чженьцзяна | Клімат Чженьцзяна | Клімат Чженьцзяна |
| Показник                | Січ.              | Лют.              | Бер.              | Квіт.             | Трав.             | Черв.             | Лип.              | Серп.             | Вер.              | Жовт.             | Лист.             | Груд.             | Рік               |
| Середня температура, °C | 2,5               | 3,9               | 8,4               | 14,6              | 20,1              | 24,4              | 28                | 27,8              | 22,8              | 17,2              | 10,9              | 4,7               | 15,4              |
| Норма опадів, мм        | 32.1              | 49.3              | 65.8              | 82.6              | 94                | 152.5             | 200.3             | 131.5             | 105.3             | 55.8              | 51.6              | 27.5              | 1048.3            |
| Днів з опадами          | 8,5               | 10                | 11,4              | 12,3              | 11,8              | 11                | 13                | 12                | 11,7              | 10,4              | 9,7               | 8,4               | 130,2             |
| Вологість повітря, %    | 73.1              | 74                | 73.4              | 74.9              | 75.5              | 78.2              | 82.5              | 81.3              | 80.6              | 77.8              | 76                | 73.4              | 76.7              |
| ----------------------- | ----------------- | ----------------- | ----------------- | ----------------- | ----------------- | ----------------- | ----------------- | ----------------- | ----------------- | ----------------- | ----------------- | ----------------- | ----------------- |
| Джерело: Weatherbase    |                   |                   |                   |                   |                   |                   |                   |                   |                   |                   |                   |                   |                   |

## Адміністративний поділ
Префектура поділяється на 3 міські райони та 3 міста:
| Карта                                                            | Карта    | Карта    | Карта            |
| ---------------------------------------------------------------- | -------- | -------- | ---------------- |
| Цзюйжун ① Даньту ② Даньян Цзінкоу ③ ① Жуньчжоу ② Даньту ③ Янчжун |          |          |                  |
| Статус                                                           | Назва    | Оригінал | Населення (2020) |
| Район                                                            | Даньту   | 丹徒区   | 347 264          |
| Район                                                            | Жуньчжоу | 润州区   | 299 956          |
| Район                                                            | Цзінкоу  | 京口区   | 619 570          |
| Місто                                                            | Даньян   | 丹阳市   | 988 900          |
| Місто                                                            | Цзюйжун  | 句容市   | 639 266          |
| Місто                                                            | Янчжун   | 扬中市   | 315 462          |

Вони поділяються на 66 містечок, 1 комуну і 10 підрайонів.